# Alma Haag
Alma Ingeborg Haag, ursprungligen Svensson, född 27 november 1882 i Sparlösa församling, Skaraborgs län, död 7 april 1979 i Oscars församling, Stockholm
, var en svensk fotograf och en av landets första pressfotografer.

## Biografi
Haag var dotter till Per och Sofia Svensson och växte upp under knappa förhållanden tillsammans med tre bröder. 19 år gammal började Alma Haag arbeta på Runstedts fotoateljé på Wallingatan 13 i Stockholm. Där lärde hon sig allt från beredning av vätskor till att assistera vid fotografering. År 1902 började Alma Haag arbeta på Gegerfeldts grafiska och deras så kallade klichéanstalt, som hade till uppgift att omvandla fotografier till tryckbara bilder, bland annat för Dagens Nyheters räkning. 
1907 blev Gegerfeldts grafiska en del av Dagens Nyheters fasta verksamhet och flyttade in i DN-huset. Den nya klichéanstalten utgjorde även tidningens fotoredaktion. Samma år anställdes Haag som reprofotograf, retuschös och assistent åt Gustaf Wickman. När Gustaf Wickman inte hade tid skickades Haag ut på stan för att fotografera. 1910 dokumenterade hon Theodore Roosevelts besök i Stockholm. På första maj vandrade hon runt på Gärdet för att ta bilder av Hjalmar Branting och när kung Edvard VII av Storbritannien gästade Stockholm, stod hon i ett vindsfönster vid Tegelbacken för att få en riktigt bra bild av regenten och hans följe. År 1912 var hon även på plats vid August Strindbergs begravning och fotograferade händelsen för Dagens Nyheters räkning. 
Alma Haag samarbetade även med den legendariske journalisten Beyron Carlsson och fotograferade till dennes bok Hela Stockholm. I takt med att nya fotografer anställdes på Dagens Nyheter skickades Haag allt mer sällan ut på fotouppdrag. Istället avancerade hon och blev biträdande föreståndare för klichéavdelningen. Även som kvinnlig chef var hon något av en pionjär. År 1979 avled Alma Haag i lungödem och begravdes i Sparlösa. 